# Мьоглинген (Йоринген)
Мьоглинген (на немски: Möglingen) е село в Баден-Вюртемберг, Германия с 260 жители (през 2012). От края на 1972 г. принадлежи към Йоринген. Намира се на десния бряг на река Кохер.
Споменат е за пръв път през 788 г.